# 火落赤
火落赤（?—?），又作黑劳赤，16世纪蒙古右翼多伦土默特部領主，达延汗第四子阿尔苏博罗特之孙，不只吉儿台吉的儿子。
原与父兄驻牧在山西西北偏关外六七百里之土默川。后来他的牧地被堂伯父俺答汗占据，于是和兄弟西迁。隆庆六年（1572年），进入凉州（今甘肃武威）、肃州（今甘肃酒泉）。与明朝互市于甘肃扁都口。与兄多罗土蛮把都儿黄台吉往肃州抢掠西番（藏族）。万历六年（1578年），跟随俺答汗进入青海，迎接格鲁派高僧索南嘉措。俺答东返土默特，火落赤留居青海，不断侵扰当地藏族。率部至今青海省贵德县的捏工川居住。万历十七年（1589年）前后，多次袭击明朝的河州（今甘肃临夏）、洮州（今甘肃临潭）、岷州(今甘肃岷县）和西宁等地，获得胜利，明朝将他革除市赏多年。同时，又与瓦剌（西蒙古卫拉特）交兵。万历二十年（1592年），率军驰援起兵反明的宁夏副总兵哱拜，战败退走。在明军追击下，东移还至定边一带。一直到天启末年，他都时常和明军发生冲突。火落赤有五个儿子，包括土骨赤把都儿台吉。